# Informatore scientifico del farmaco
Un informatore scientifico del farmaco (abbreviato in "ISF"), chiamato in passato anche informatore scientifico ("IS"), informatore medico scientifico (IMS), informatore medico (IM), o rappresentante farmaceutico è colui che informa i medici sui farmaci, illustrando loro ogni aspetto di essi (azione, vantaggi e controindicazioni), li aggiorna sull'uscita di nuovi farmaci e offre notizie relative all'uso di quelli già in commercio qualora l'esperienza avesse portato nuovi studi su di essi.
Tale attività di informazione scientifica e vendita del farmaco ad operatori sanitari è talora coordinata da aziende che svolgono la funzione di Contract Sales Organization.

## Normativa vigente
Le odierne norme definiscono l'informazione scientifica del farmaco come mezzo di trasmissione a medici e farmacisti di quella serie di notizie riguardanti la composizione dei farmaci a uso umano, la loro attività terapeutica, le indicazioni, la posologia, le modalità d'uso, le precauzioni e l'eventuale, o meno, concedibilità da parte del Servizio Sanitario Nazionale italiano. Informa inoltre, sui risultati degli studi clinici controllati concernenti l'efficacia e la tollerabilità, la tossicità immediata e a distanza, così da assicurare l'uso corretto del farmaco.
Le notizie approfondite sui farmaci possono essere trasmesse ai medici interessati alla prescrizione e ai farmacisti, esclusivamente tramite gli informatori scientifici del farmaco o tramite le aziende sanitarie. Esiste anche un'apposita normativa che regola la divulgazione ai cittadini di informazioni sull'uso dei medicinali acquistabili direttamente nelle farmacie senza necessità della prescrizione del medico, tramite l'uso dei mass-media.
Oltre a informare medici e farmacisti, l'informatore scientifico del farmaco ha l'obbligo di rapportare al responsabile del servizio scientifico dell'azienda per la quale lavora e dal quale funzionalmente dipende, tutte le osservazioni che i medici gli riferiscono relativamente alle specialità medicinali di sua competenza (efficacia, maneggevolezza, complicanze, ed effetti indesiderati). Secondo le direttive della farmacovigilanza, la procedura è la seguente: se gli viene riferito un effetto collaterale, anche se già riportato nella scheda tecnica del farmaco, l'informatore fornisce al medico un modulo, che quest'ultimo compila, e nel quale descrive in dettaglio ciò che è successo con l'uso del farmaco. Il modulo viene immediatamente inviato all'azienda, la quale provvede immediatamente ad avvisare l'Agenzia Italiana del Farmaco. Il flusso di informazioni descritto è determinante nell'assicurare il corretto uso del farmaco in terapia, fornendo informazioni utili per la salute del cittadino e per lo sviluppolo e la ricerca dei medicinali.

## Professionalità dell'informatore scientifico del farmaco
Per accedere alla professione almeno in teoria è necessario un diploma di laurea in discipline biomediche o chimiche-farmaceutiche, oppure di laurea specifica in Informazione scientifica del farmaco, istituita da alcuni anni in alcune università italiane.
Prima di accedere alla professione, frequenta inoltre corsi di formazione aziendale, che gli consentono di conoscere i farmaci prodotti dall'azienda per la quale lavora.  I corsi di aggiornamento aziendali sono continui e costanti per tutto l'arco della sua vita lavorativa.

## Norme etiche e deontologiche
Ogni anno Farmindustria ripropone o modifica il codice deontologico delle aziende farmaceutiche loro iscritte (che sono quasi tutte quelle operanti in Italia). All'interno di essa vi si trovano le norme che regolano il comportamento dell'informatore scientifico del farmaco, che è tenuto a rispettarlo.
Gli informatori scientifici del farmaco possono inoltre aderire anche a due associazioni professionali nazionali: Federazione delle Associazioni Italiane degli Informatori Scientifici del Farmaco - FEDAIISF e associazioni autonome degli ISF (FEDERISF), che hanno anch'esse codici deontologici, sovrapponibili tra loro e con il codice deontologico di Farmindustria. Tutti i suddetti codici deontologici fanno riferimento al rispetto della normativa vigente in materia.

## Fonti legislative
- Decreto Legislativo 24 aprile 2006, n. 219
- Ministero della sanità, decreto 23 novembre 1982, Gazzetta Ufficiale n.333 del 3 dicembre 1982
- Ministero della Sanità, decreto 3 luglio 1992, Gazzetta Ufficiale n.166 del 16 luglio 1992, modifiche al decreto 23 giugno 1981